# 齐谋甲
齐谋甲（1933年—），男，河北高阳人，中华人民共和国政治人物，曾任国家医药管理总局党组副书记、副局长，国家医药管理局党组书记、局长。